# گوسرلین
گوسرلین (انگلیسی: Goserelin) دارویی است که برای سرکوب تولید هورمون‌های جنسی (تستوسترون و استروژن)، به‌ویژه در درمان سرطان سینه و پروستات استفاده می‌شود. این یک آگونیست هورمون آزادکننده گنادوتروپین تزریقی (آگونیست GnRH) است.
گوسرلین تولید هورمون های جنسی تستوسترون و استروژن را به روشی غیر ضربانی (غیر فیزیولوژیکی) تحریک می کند. این باعث اختلال در سیستم بازخورد هورمونی درون زا می شود و در نتیجه تولید تستوسترون و استروژن را کاهش می دهد.

## کاربرد پزشکی

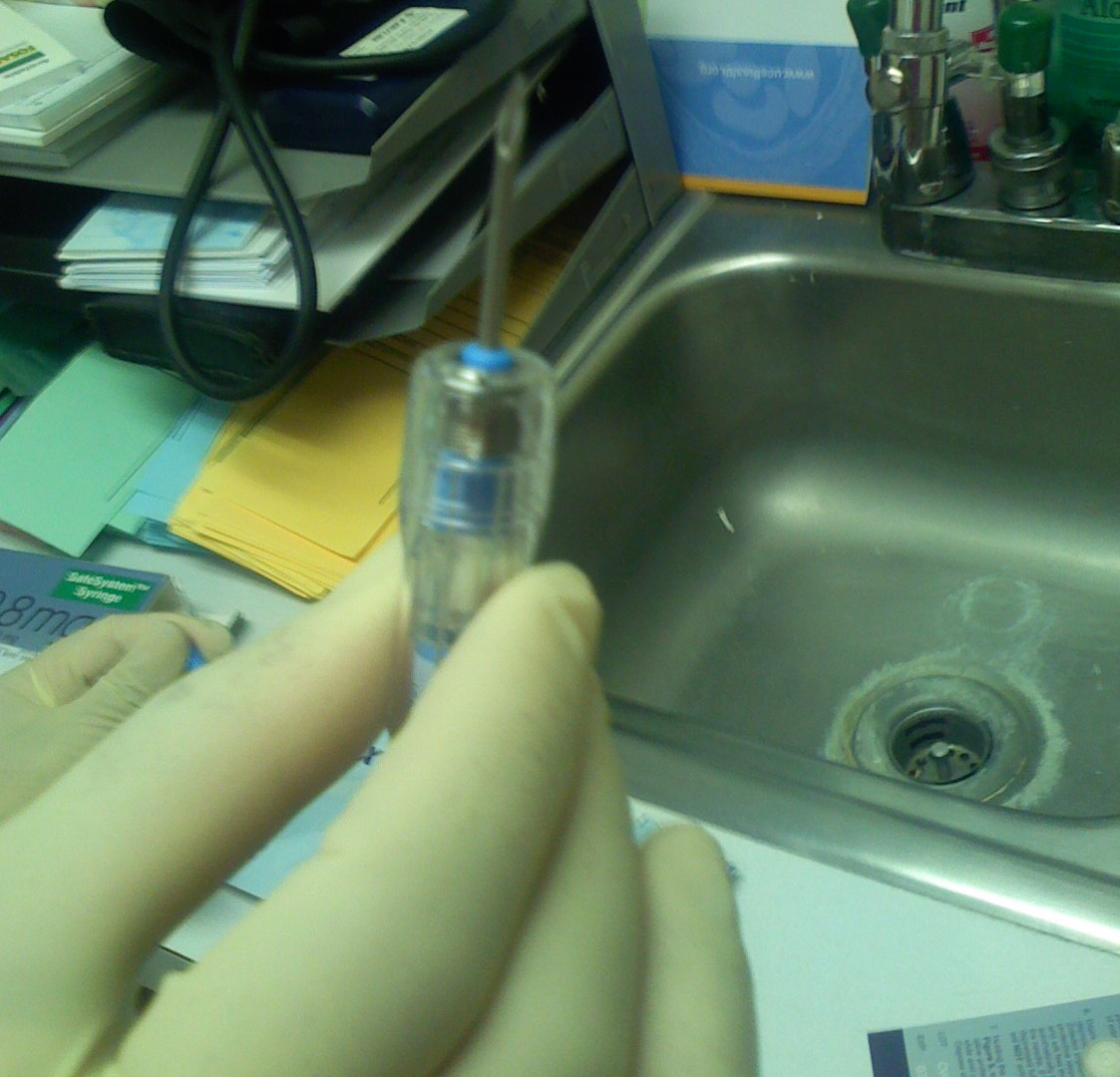
سرنگی حاوی گوسرلین

گوسرلین برای درمان سرطان‌های حساس به هورمون پستان (در زنان قبل و بعد از یائسگی) و پروستات و برخی اختلالات خوش‌خیرم زنان (اندومتریوز، فیبروم‌های رحمی و نازک شدن آندومتر) استفاده می‌شود. افزون بر این، گوسرلین در کمک باروری و درمان بلوغ زودرس استفاده می‌شود.  همچنین ممکن است در درمان افراد تراجنسیتی مرد به زن استفاده شود و در برخی کشورها مانند بریتانیا بیشتر از سایر آنتی‌آندروژن‌ها استفاده می‌شود.  این به صورت دپوی ۱ماهه و دپوی ۳ ماهه طولانی مدت موجود است.
گوسرلین با تزریق زیر جلدی به عنوان ایمپلنت هر ۲۸ روز در طول مدت درمان تجویز می شود.